# Dubicko
Dubicko (in tedesco Dubitzko) è un comune della Repubblica Ceca facente parte del distretto di Šumperk, nella regione di Olomouc.